# Rod Blum
Rod Blum, właśc. Rodney Leland Blum (ur. 26 kwietnia 1955 w Dubuque) – amerykański polityk, członek Partii Republikańskiej i kongresman ze stanu Iowa w latach 2015-2019.